# علي رضا شابور شهبازي
علي رضا شابور شهبازي (4 سبتمبر 1942 شيراز - 15 يوليو 2006 واشنطن العاصمة) هو عالم آثار، وباحث بتاريخ إيران وأخمينيون ومدرسة الدراسات الشرقية والإفريقية.